# Colla similis
Colla similis är en fjärilsart som beskrevs av Felder 1868. Colla similis ingår i släktet Colla och familjen silkesspinnare. Inga underarter finns listade i Catalogue of Life.